# Metafază
Metafaza este una din fazele diviziunii celulare indirecte (mitoză). La intrarea celulei în metafază, microtubulii din fusul mitotic se atașează de kinetocorii cromozomului. Când celula se află în metafază, cromozomii se aliniază în placa metafazică situată la mijlocul fusului de diviziune (la nivelul ecuatorial al celulei). Cromozomii sunt duplicați, se duplică regiunea centromerului și se formează placa ecuatorială prin dispunerea cromozomilor într-un singur plan perpendicular pe axa longitudinală a fusului de diviziune, având loc separarea cromozomilor fii. Cariotipul (numărul, mărimea și forma cromozomilor) are trăsături caracteristice, fiind potrivit pentru analiza microscopică. Fiind singurele elemente permanente ale nucleului și apărând într-un număr și morfologic constante, cromozomii permit identificarea diferitelor specii.
Alte caracteristici:
- - celula este în stare diploidă;
- - cromozomii bicromatidici se află în planul ecuatorial al celulei, în placa metafazică;
- - la sfârșitul acestei faze, are loc clivarea cromozomilor bicromatidici, formându-se cromozomi monocromatidici care în anafază *vor urma să se deplaseze spre polii celulei.